# 開立法
開立法（かいりつほう、かいりゅうほう、extraction of cubic root）は、正の実数の立方根の小数による近似値を求める方法の1つである。開立とも。立方根を求めることを開立するという。開法の一種。

## 立方九九
開立する場合、以下の三乗九九を用いる。1/3九九を用いる場合もある。
| 計算                      | 暗唱方法                       |
| ------------------------- | ------------------------------ |
| {\displaystyle 1^{3}=1}   | いんいちがいち                 |
| {\displaystyle 2^{3}=8}   | ににんがはち                   |
| {\displaystyle 3^{3}=27}  | さざんにじゅうしち             |
| {\displaystyle 4^{3}=64}  | ししろくじゅうし               |
| {\displaystyle 5^{3}=125} | ごごひゃくにじゅうご           |
| {\displaystyle 6^{3}=216} | ろくろくにひゃくじゅうろく     |
| {\displaystyle 7^{3}=343} | しちしちさんびゃくしじゅうさん |
| {\displaystyle 8^{3}=512} | はっぱごひゃくじゅうに         |
| {\displaystyle 9^{3}=729} | くくななひゃくにじゅうく       |

## 近似計算法

### 計算式（1）
開立の近似計算法には、次の代数式を用いる。
{\displaystyle (a+b)^{3}=a^{3}+3a^{2}b+3ab^{2}+b^{3}}
ここで、{\displaystyle a\gg b}とすると、
{\displaystyle (a+b)^{3}=a^{3}+3a^{2}b}
{\displaystyle b={\frac {(a+b)^{3}-a^{3}}{3a^{2}}}}
である。両辺にaを加えて、
{\displaystyle a+b=a+{\frac {(a+b)^{3}-a^{3}}{3a^{2}}}}
となる。この式の左辺を近似立方根、右辺の{\displaystyle (a+b)^{3}}を与えられた数として扱う。ただし、{\displaystyle a^{3}}は与えられた数に最も近い完全立方数である。

### 計算式（2）
また、
{\displaystyle (a-b)^{3}=a^{3}-3a^{2}b+3ab^{2}-b^{3}}
を用いて、{\displaystyle a\gg b}として、
{\displaystyle (a-b)^{3}=a^{3}-3a^{2}b}
{\displaystyle b={\frac {a^{3}-(a-b)^{3}}{3a^{2}}}}
である。したがって、
{\displaystyle a-b=a-{\frac {a^{3}-(a-b)^{3}}{3a^{2}}}}
この式の左辺を近似立方根、右辺の{\displaystyle (a-b)^{3}}を与えられた数として扱う。ただし、{\displaystyle a^{3}}は与えられた数に最も近い完全立方数である。

### 近似計算法を用いた計算例
{\displaystyle {\sqrt[{3}]{1361}}}
{\displaystyle {\sqrt[{3}]{1000}}=10,~{\sqrt[{3}]{1331}}=11,~{\sqrt[{3}]{1728}}=12}と{\displaystyle {\sqrt[{3}]{1361}}}に近い数を求めると、{\displaystyle {\sqrt[{3}]{1331}}}が最も近い数であることがわかる。
計算式(1)を用いて、{\displaystyle (a+b)^{3}=1361,~a=11,~a^{3}=1331}として求める数{\displaystyle a+b}は、
{\displaystyle a+b=11+{\frac {1361-1331}{3\times 11^{2}}}=11.08264463\cdots }
となる。電卓により計算すると、
{\displaystyle {\sqrt[{3}]{1361}}\fallingdotseq 11.08203137\cdots }
であり近似計算できることがわかる。

## 珠算による開立法

### 根の定位
- 立方が整数のとき：立方の1の位から左へ3けたずつ区分して、その区分できた回数が、根のけた数となる。
- 立方が帯小数のとき：立方の1の位から左へ3けたずつ区分して、その区分できた回数が、根の整数のけた数となる。
- 立方が小数のとき：立方の小数点以下の0を3けたずつ区分して、その区分できた回数が、根の小数点以下の0のけた数となる。

### 倍根法
例：{\displaystyle {\sqrt[{3}]{314432}}=68}
|  |  |  |  |  |  |

|  |  |  |  |  |  |  |  |  |

|  |  |  |  |  |  |  |  |  |  |  |  |  |

|  |  |  |  |  |  |  |  |  |  |  |  |  |

|  |  |  |  |  |  |  |  |  |  |  |  |  |

|  |  |  |  |  |  |  |  |  |  |  |  |  |

|  |  |  |  |  |  |  |  |  |  |  |  |  |

|  |  |  |  |  |  |  |  |  |  |  |  |  |

## 電卓による開立法
関数電卓でない普通の電卓でも、開平を行う√キーさえあれば立方根を求めることができる。
- まず与えられた数を入力し、×=の順にキーを押す。ただしカシオの電卓に限り、××と押す（定数計算モードを示す「K」が表示される）。
- √√と押す。このときに表示された数値の末尾数桁を記憶しておく。
- 次に=を押す。定数計算により、表示された数に最初の数が掛けられる。
- また√√と押す。表示された数値の末尾数桁が先程と同じ数値であれば、その数値が立方根となる。同じでなければ前項に戻って繰り返す。